# El secreto de Selena
El secreto de Selena es una serie de televisión biográfica estadounidense producida por BTF Media y coproducida por Disney Media Distribution para Telemundo y TNT. Está basada en el libro superventas homónimo de la periodista ganadora del Premio Emmy, María Celeste Arrarás. La serie sigue la historia detrás del asesinato de la cantante Selena Quintanilla. Está protagonizada por Maya Zapata como el personaje principal, y se estrenó en Latinoamérica en TNT el 23 de septiembre de 2018, y concluyó el 16 de diciembre de 2018.
La producción comenzó el 9 de abril de 2018 y se confirmaron 13 episodios de una hora.
La serie no cuenta con la aprobación de la Familia Quintanilla, por lo que negaron la autorización de uso de las canciones de Selena, sin embargo la producción opto por usar canciones de otros artistas que Selena había versionado a lo largo de su carrera.

## Sinopsis
Arranca con la muerte de la cantante para después retroceder en el tiempo y explicar la relación que había entre ella y su asesina, mostrando solamente lo que se dio a conocer a los medios de comunicación. Dentro de la historia también está incluida la periodista Arrarás quien en ese momento estaba embarazada, con su marido Manny (Moisés Arizmendi) reclamándole por estar obsesionada con el tema de su libro sin ponerle atención a su relación.

## Reparto
- Maya Zapata como Selena Quintanilla
- Damayanti Quintanar como Yolanda Saldívar[5]
- Sofía Lama como María Celeste Arrarás[9]
- Eduardo Santamarina como Dr. Ricardo Martínez[10]
- Jorge Zárate como Abraham Quintanilla[11]
- Gustavo Egelhaaf como Alex (asistente de María Celeste)
- David Zorrilla como Richard Frederickson[11]
- Bárbara González como Suzette Quintanilla
- Daniel Elbittar como Chris Pérez
- Moisés Arizmendi como Manny Arvesu
- José Sefami como Douglas Tinker
- Irineo Álvarez como Arnold García
- Plutarco Haza como Carlos Valdez
- Mauricio Isaac como Pete Riviera
- Luis Fernando Zárate como Juez Westergren
- Abraham Jurado como Armando Saldivar
- Paloma Ruiz de Alda como Magda
- Pia Watson como Alina Falcón
- Luis Alberti como Gustavo
- Francisco Barcala como Rafael
- Pierre Louis como Ed Mckinstry
- Elyfer Torres como Gabriela Contreras
- Diana Simán como Jurado[12]

## Episodios
| N.º | Título         | Dirigido por      | Escrito por                               | Fecha de emisión original |
| --- | -------------- | ----------------- | ----------------------------------------- | ------------------------- |
| 1   | «Supernova»    | Alejandro Aimetta | Alejandro Aimetta & Leonardo Aranguibel   | 23 de septiembre de 2018  |
| 2   | «Al Acecho»    | Alejandro Aimetta | Alejandro Aimetta & Rodrigo Arnaz         | 30 de septiembre de 2018  |
| 3   | «Paralelos»    | Alejandro Aimetta | Alejandro Aimetta & María Celeste Arrarás | 7 de octubre de 2018      |
| 4   | «Tormento»     | Alejandro Aimetta | Alejandro Aimetta & Rodrigo Arnaz         | 14 de octubre de 2018     |
| 5   | «Atrapada»     | Alejandro Aimetta | Alejandro Aimetta & María Celeste Arrarás | 21 de octubre de 2018     |
| 6   | «Batallas»     | Alejandro Aimetta | Alejandro Aimetta & Rodrigo Arnaz         | 28 de octubre de 2018     |
| 7   | «Verdades»     | Natalia Beristáin | Alejandro Aimetta & María Celeste Arrarás | 4 de noviembre de 2018    |
| 8   | «Irreversible» | Natalia Beristáin | Alejandro Aimetta & Rodrigo Arnaz         | 11 de noviembre de 2018   |
| 9   | «Espejismos»   | Natalia Beristáin | Alejandro Aimetta & María Celeste Arrarás | 18 de noviembre de 2018   |
| 10  | «Confesiones»  | Natalia Beristáin | Alejandro Aimetta & Rodrigo Arnaz         | 25 de noviembre de 2018   |
| 11  | «Espectros»    | Natalia Beristáin | Alejandro Aimetta & María Celeste Arrarás | 2 de diciembre de 2018    |
| 12  | «Condena»      | Natalia Beristáin | Alejandro Aimetta & Rodrigo Arnaz         | 9 de diciembre de 2018    |
| 13  | «Infinita»     | Natalia Beristáin | Alejandro Aimetta & María Celeste Arrarás | 16 de diciembre de 2018   |